# Sclera
La sclera è una membrana fibrosa opaca, formata da collagene e fibre elastiche che costituisce la parte posteriore della tonaca fibrosa del bulbo oculare, insieme alla cornea che occupa la porzione anteriore. Dato il colore biancastro donatole dalle fibre, è detta anche bianco dell'occhio e la sua parte anteriore è visibile fra le palpebre. Negli anziani è tendente al giallo e nei bambini piccoli azzurra ma non sempre.

## Disposizione e rapporti

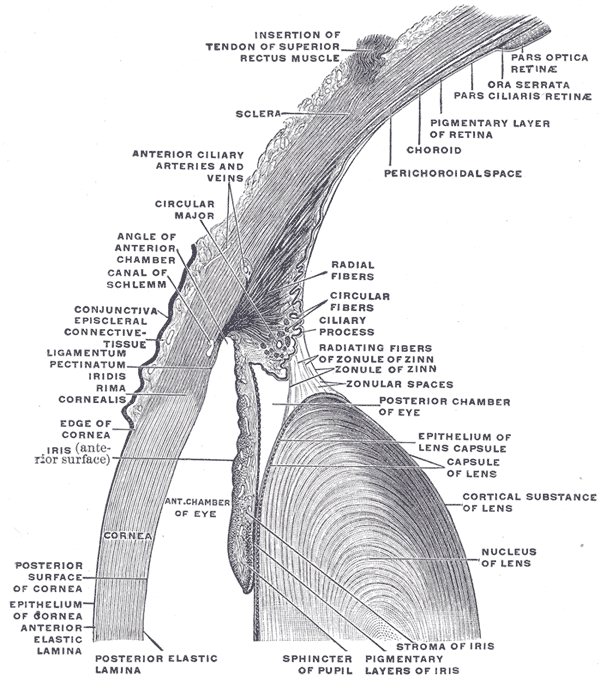
Porzione anteriore dell'occhio dove si può notare il passaggio tra sclera e congiuntiva bulbare

La sclera presenta una superficie convessa in rapporto esternamente con la capsula di Tenone, dalla quale è separata tramite uno spazio sottile occupato da trabecole connettivali che permettono l'unione delle due strutture ma lasciano libero spazio a movimenti del bulbo rispetto alla capsula.
La parte interna è addossata alla coroide, al corpo ciliare e all'iride anche qui separata da tali strutture tramite una rete trabecolare connettivale che delimita numerose lacune che, nell'insieme, vanno a formare lo spazio pericoroideo nel quale passano vasi e nervi.
Anteriormente continua nella congiuntiva bulbare.

## Vascolarizzazione e innervazione
Le arterie della sclera sono rami delle arterie ciliari anteriori e delle posteriori brevi che formano un plesso sclerale fitto intorno alla cornea.
Le vene confluiscono nelle vene ciliari e nelle vene vorticose.
Vasi linfatici non esistono però gli spazi fra le fibre comunicano con i vasi linfatici delle membrane limitrofe.
I nervi sono, per la maggior parte, rami dei nervi ciliari che terminano com arborizzazioni libere nel connettivo. Pertanto impedisce all'occhio di provare dolore.

## Struttura
La struttura della sclera è connettivale, formata da diversi strati di fasci di fibre elastiche e connettivali che formano un intreccio dando sostegno e protezione alle membrane adiacenti. Tali fasci concorrono alla struttura delle formazioni tendinee dei muscoli oculari.
La sclera è formata da due strati: quello più esterno si chiama episclera ed è ricco di tessuto connettivo e vasi sanguigni; lo strato più interno è la sclera propriamente detta, formata da un tessuto connettivo lasso.
Nella parte profonda e posteriore della sclera, i fasci di fibre si intrecciano nel foro d'uscita del nervo ottico formando la lamina cribrosa.

## Derivazione embriologica
La sclera origina, insieme alla coroide, dal mesenchima che avvolge il calice ottico. L'epielio pigmentato della retina influisce sulla sua differenziazione formando uno strato fibroso esterno, la sclera, e uno strato vascolare interno, la coroide.

## Funzione
La sclera, che costituisce i 5/6 della tunica esterna del globo oculare, ha una funzione strutturale e protettiva: mantiene la forma del bulbo oculare, proteggendo al contempo le strutture in esso contenute; consente l'inserzione dei muscoli cosiddetti estrinseci (che controllano il movimento degli occhi) e prosegue anteriormente con la cornea.

## Patologia
La sclera può essere soggetta a infiammazioni quali le scleriti.
In caso di assottigliamento può assumere una colorazione tendente al blu, a causa di determinate malattie di origine genetica, come l'osteogenesi imperfetta, legate alla proteina collagene (proteina che conferisce resistenza meccanica ai tessuti), e più precisamente al collagene di tipo I e di tipo III. Nel caso in cui vi siano anomalie delle proteine collagene suddette, la sclera assume colore bluastro perché diventa meno spessa e, quindi, lascia trasparire la membrana uveale sottostante, molto ricca di vasi sanguigni.

### Iniezione pericheratica
L'iniezione pericheratica è costituita da una congestione sanguigna dei vasi della sclera dell'occhio. In questa condizione i vasi appaiono viola e non scompaiono anche somministrando un collirio con adrenalina.